# Abkar Djombo
 Abkar Djombo è un comune del Ciad situata nel dipartimento di Abdi, provincia del Sila.